# Hans Eggenberger (Künstler)

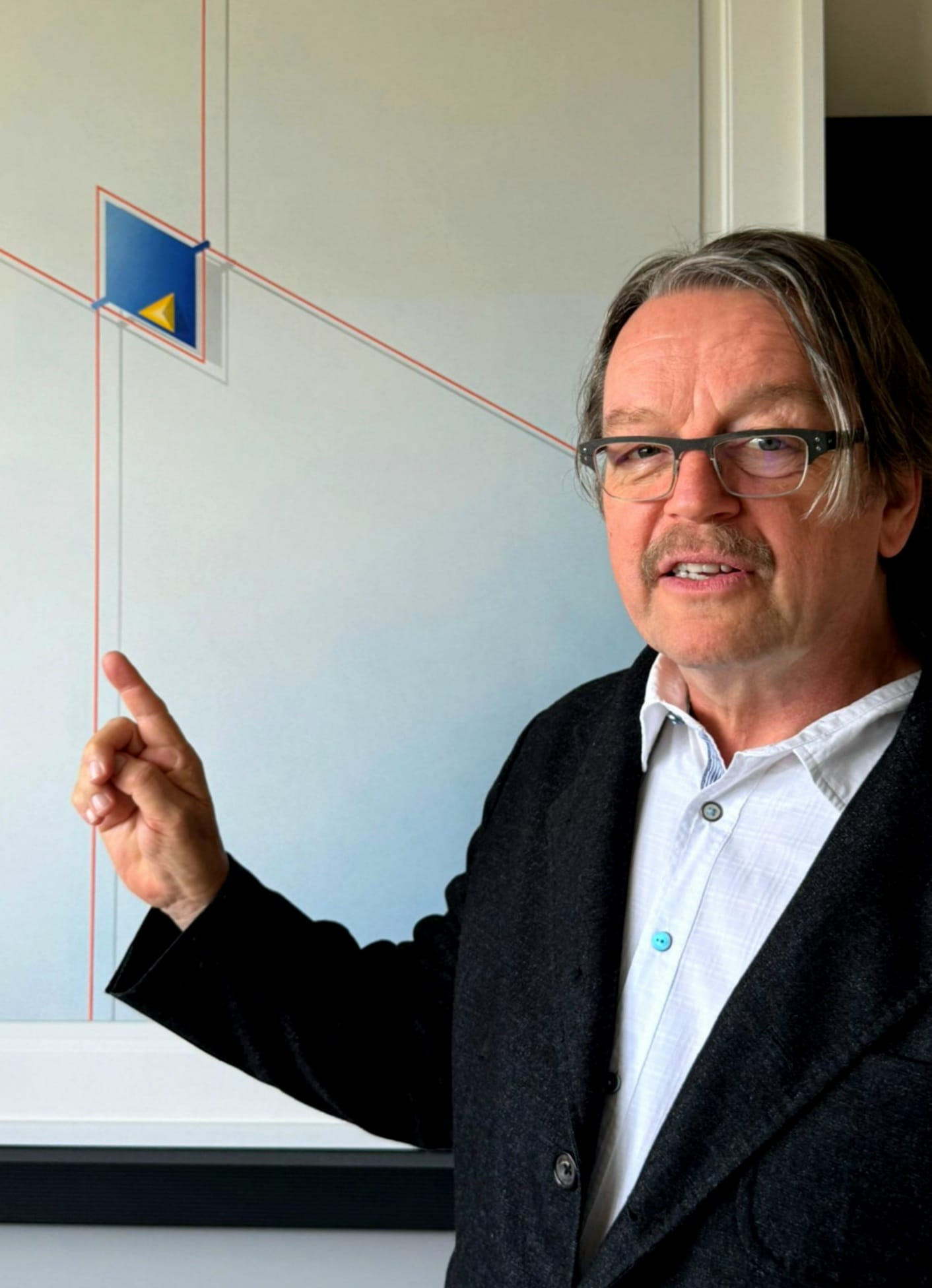
Künstler Hans Eggenberger (2025) vor einem seiner Airbrush-Werke

Hans Eggenberger (* 26. März 1956 in Chur; heimatberechtigt in Grabs) ist ein Schweizer Kunstschaffender.

## Biografie
Der Werdenberger Künstler Hans Eggenberger absolvierte die Ausbildung zum Geomatiker und war auch als solcher bis zu seiner Pensionierung berufstätig.
Seit Ende 1978 widmete er sich dem Zeichnen, Malen und dem Beschäftigen mit Objekten und Plastiken. Ab dem Jahr 1987 folgten Arbeiten mit der Air-Brush-Technik. Werke im Zusammenhang mit Raumgestaltungen schuf er vor allem ab 1994. Sein Werk ist vor allem durch folgende Künstler geprägt: M. C. Escher, Victor Vasarely, Donald Judd und Richard Serra. Ab 1998 setzte er sich auch mit der Kunst im Internet auseinander.
Im Jahr 2007 entstand ein erstes Internet-Projekt zur Werkgruppe der Männerporträts und ein Jahr später ein Multimedia-Wohnkultur-Projekt. Dabei verschmolzen das Erleben von Heim-TV und Kunstwerk. Anfang 2011 liess er das Buch-Projekt zur Werkgruppe Männerporträt 2006–2011 entstehen. Ein weiteres Buch-Projekt folgte zum religiösen Zyklus, Bilder und Objekte, 1982–1985.
Sein Schaffen erstreckt sich von Konstruktiv Konkret über Minimal Art im Tätigkeitsbereich Airbrush, Zeichnung, Malen und Fotografie, bis hin zum Kunst am Bau, Objekt und Skulptur.

## Ausstellungen (Auswahl)

### Einzelausstellungen
- 1980: Analytische Geometrie, Kulturdiele Grabs SG; Galerie Sonnenhof, Rapperswil SG
- 1981: Analytische Geometrie und Weisse Blätter, Städtli Galerie, Werdenberg SG; Galerie Tangente, Eschen FL
- 1982: Galerie Gossau ZH; Galerie Team 70 in Basel
- 1983: Unterrichtszimmer Pfarrhaus Gretschins SG; Fabriggli-Galerie Buchs SG, Theaterlandschaft; Galerie Team 70, Basel
- 1985: Galerie Trubahus, Azmoos SG mit Bildhauer Fredy Johann Ambroschütz[6]
- 1988: Galerie Art Studio, Vaduz FL
- 1989: Galerie Haus zum Rosenberg, Wil SG, mit Hubert Müller[7]
- 1990: Galerie zur Sonne, Widnau SG, Gegensätze mit Werny S. Gegenschatz[8]; Schlossgalerie, Sargans SG, Positiv und Negativ (Katalog)[9]
- 2002: Haus Gutenberg, Balzers FL, Die ruhige Ausstellung, von 1981–2002
- 2011: Buchpremiere Männerporträt und Vernissage von 14 Männerporträts, Grabs SG, Atelier
- 2015: Religiöser Zyklus Bilder und Objekte 1982–1985, im Antonius-Stübli, Katholische Kirche Sennwald SG (Katalog)[10]
- 2023: Limerick in Bildform, Galerie L33, Werdenberg SG[11][12][13]

### Gruppenausstellungen
- 1980: Kulturdiele, Grabs SG
- 1981: Galerie Hofschür, Neuthal-Bäretswil ZH, mit Peter Riedwyl[14] und Urs Huber[15]
- 1982: Linsdorf, Elsass, Rencontre d’Art; Galerie Tangente, Eschen FL, Kunstszene Liechtenstein und Umgebung
- 1984: Alte Rheinbrücke, Bad Säckingen, Graphik-Ausstellung von Antes-Zimmerman; Rheinbrücke Sevelen SG-Vaduz FL, Rhein-Zeichen
- 1985: Regierungsgebäude St. Gallen, 8 Werdenberger Künstler; OLMA-Halle 9, St. Gallen, St. Galler Kunstschaffen Kunst
- 1989: Galerie im Kornhaus, Rorschach, Zeichnungen
- 1990: Galerie Trubahus, Azmoos SG, Bruno Kaufmann, Adam Schlegel, Elisabeth Kaufmann, Esther Gantenbein, Hans Eggenberger
- 1993: Galerie Schloss Arbon, Arbon SG, Signale aus dem Grenzgebiet
- 1997: Altes Bad Pfäfers, Bad Ragaz, Werdenberger Kunstschaffen
- 2005: Skulpturen am Freiheitsweg in Azmoos SG
- 2007: 730 portraits d’hommes, Villa Dutoit, Genf; 730 Männerporträts Heiliggeistkirche (Bern)
- 2008: 730 Männerporträts Galerie Freiraum in Jenbach, Österreich